# Bracht (Rauschenberg)
Bracht ist einer von sieben Ortsteilen der Stadt Rauschenberg im mittelhessischen Landkreis Marburg-Biedenkopf. Der Ort liegt am Roten Wasser, einem nördlichen Nebenfluss der Ohm, im Burgwald und grenzt an Rosenthal, Schönstadt, Albshausen und Schwabendorf.

## Geschichte

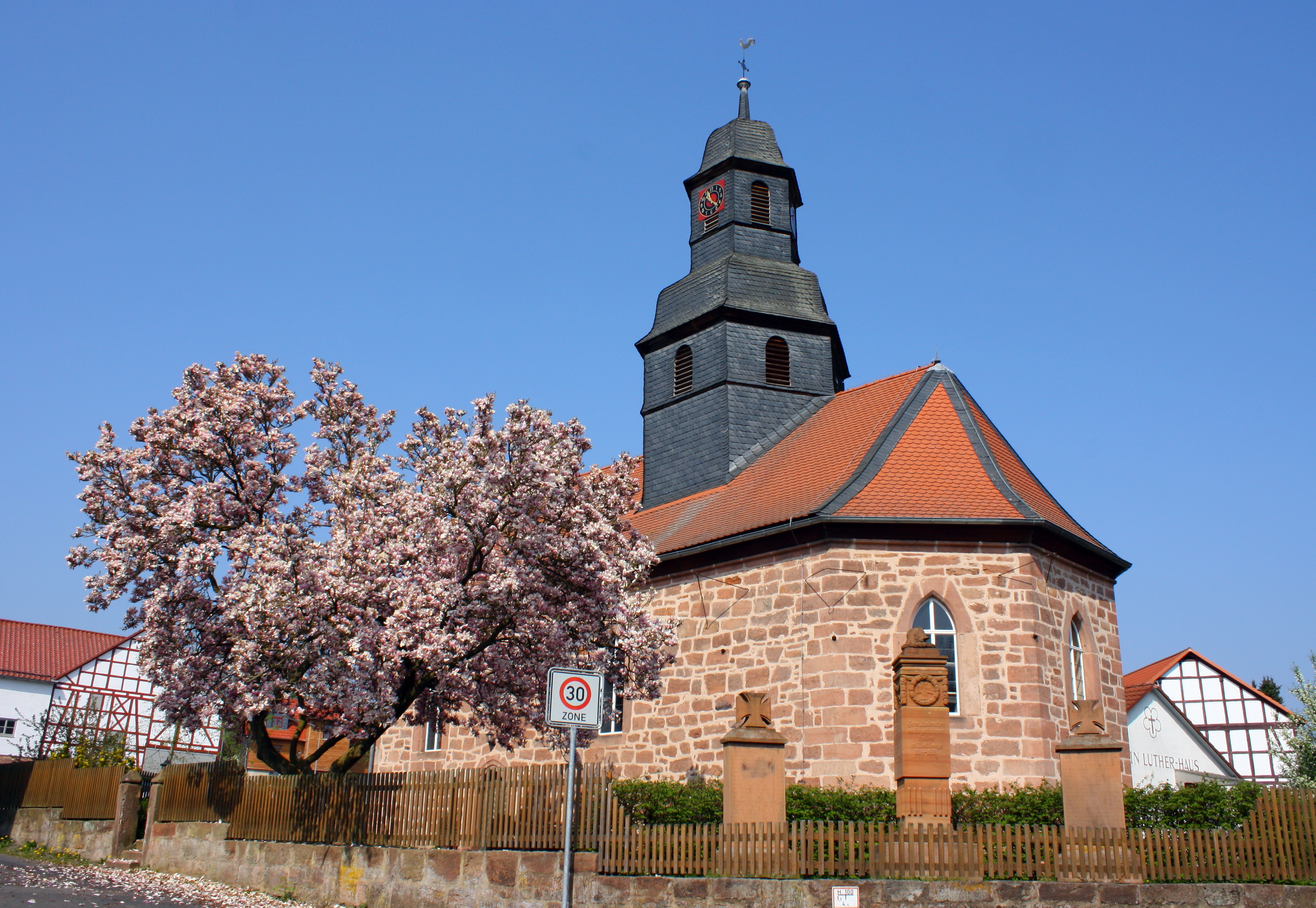
Kirche

In der Nähe des heutigen Dorfes wurden Reste einer bandkeramischen Siedlung ausgegraben.

### Ortsgeschichte
Am 2. Januar 1241 wurde Bracht soweit bekannt erstmals in einer auf der Amöneburg ausgestellten Urkunde als Brachtfe erwähnt. Mit dem „Vertrag von Langsdorf“ ging Bracht am 10. September 1263 nebst großen Teilen des Burgwaldes in das landesherrliche Eigentum der hessischen Landgrafen über und unterstand somit nicht mehr direkt dem erzbischöflichen Einfluss von der Amöneburg aus. 1349 forderte die Pest erste Opfer im Dorf. 1450 kam Bracht zum Gericht Schönstadt (vorher Gericht Bulenstrut), mit der Besonderheit, dass alle Geldstrafen an die landgräfliche Kanzlei nach Marburg abzuführen waren.
Im Dreißigjährigen Krieg wurde Bracht trotz seiner „versteckten“ Lage nicht verschont.
Am 3. September 1728 erfolgte die Einweihung der neugebauten Kirche (Erntedankfest und Kirchweihtag). Der Siebenjährige Krieg (1756–1763) brachte Bracht wiederum in große Not, da der Burgwald für beide Gegner eines der wichtigsten Aufstellungs-, Durchmarsch- und Rückzugsgebiete war. Von 1776 bis 1783 nahmen 14 Brachter Soldaten am Amerikanischen Unabhängigkeitskrieg teil. 1826 hatte Bracht insgesamt 443 Einwohner.
Von 1833 bis 1852 sorgte die Bürgergarde für Aufrechterhaltung der öffentlichen Ordnung. Sie war – abgesehen von den Städten – zahlenmäßig mit 69 Mann die größte im Kreis Marburg, aber auch die patriotischste. 1873 wurde die Landstraße Bracht – Rosenthal, eine der ersten Straßen in Hessen, die teilweise geteert war, dem Verkehr übergeben. Im April 1888 wurde der Weiler und ehemalige Deutschordenshof Merzhausen aus dem Ortsverband Rosenthal aus- und dem Gutsbezirk Oberförsterei Bracht eingegliedert. Die kleine Gehöftgruppe im Norden der Gemarkung ist seitdem Teil von Bracht. 1891 wurde für 900 Mark die erste Feuerspritze angeschafft und somit eine eigenständige Freiwillige Feuerwehr gegründet. 1920 gründete sich der erste Brachter Fußballverein.

### Flugplatz
Im Sommer 1934 wurden 80 ha einer bereits gerodeten Waldfläche vom Luftwehrbereichskommando Münster für den bereits 1933 geplanten Einsatzhafen I. Ordnung Bracht enteignet. Der Bau des Flugplatzes begann im Herbst 1934, seine Fertigstellung erfolgte im Mai 1936. Ab 1935 zweigte am sechs Kilometer entfernten Bahnhof Halsdorf von der Wohratalbahn eine Anschlussbahn zum Flugplatz Bracht ab. Sie diente ausschließlich dem Transport von Militärgütern und Flugplatzpersonal. Ab 10. Mai 1940 lag hier die III. Gruppe des Kampfgeschwaders 28 und flog Einsätze gegen Frankreich. Am 20. Juli 1944 wurde Bracht erstmals von den Alliierten bombardiert. Die letzten deutschen Angehörigen der Wehrmacht sprengten am 27. März 1945 die Flugplatzeinrichtungen und Flugzeuge. Einen Tag später marschierten die US-amerikanischen Truppen und Panzerverbände in Bracht ein. 
Am 5. April 1945 übernahmen die United States Army Air Forces (USAAF) den Flugplatz unter der Bezeichnung Advanced Landing Ground ALG Y-95 und betrieben ihn als Versorgungs- und Evakuierungsflugplatz. Zu diesem Zeitpunkt gab es dort eine mit Gras bedeckt Start- und Landebahn mit einer Länge von 3400 Fuß (1036 Metern) und einer Breite von 120 Fuß (36 Metern). Schon am 30. April 1945 wurde diese Art der Nutzung wieder eingestellt. Im Jahr 1946 wurde die Anschlussbahn endgültig stillgelegt und abgebaut.

### Nachkriegsgeschichte
Ab 1949 entstand der Ortsteil Siedlung. Die Gründung eines Posaunenchors folgte 1950.
Nach fast 20 Jahren Planung konnte 2004 die Einweihung der Mehrzweckhalle gefeiert werden.
Hessische Gebietsreform (1970–1977)
Im Zuge der Gebietsreform in Hessen genehmigte die Landesregierung mit Wirkung vom 31. Dezember 1971 den freiwilligen Zusammenschluss der Stadt Rauschenberg und der Gemeinden Albshausen, Bracht, Ernsthausen, Josbach, Schwabendorf und Wolfskaute im damaligen Landkreis Marburg zu einer Stadt mit dem Namen Rauschenberg. Für alle ehemals eigenständigen Gemeinden sowie für die Kernstadt wurde je ein Ortsbezirk gebildet.

### Verwaltungsgeschichte im Überblick
Die folgende Liste zeigt die Staaten und Verwaltungseinheiten, denen Bracht angehört(e):
- vor 1567: Heiliges Römisches Reich, Landgrafschaft Hessen, Gericht Schönstadt (Gericht Schönstädt bestand aus den Orten: Kölbe, Bernsdorf, Bürgeln, Betziesdorf, Reddehausen, Schönstadt, Schwarzenborn und Bracht)[7]
- ab 1567: Heiliges Römisches Reich, Landgrafschaft Hessen-Marburg, Gericht Schönstadt
- 1604–1648: Heiliges Römisches Reich, strittig zwischen Landgrafschaft Hessen-Darmstadt und Landgrafschaft Hessen-Kassel (Hessenkrieg), Gericht Schönstadt
- ab 1648: Heiliges Römisches Reich, Landgrafschaft Hessen-Kassel, Amt Marburg[8]
- ab 1806: Landgrafschaft Hessen-Kassel, Amt Marburg
- 1807–1813: Königreich Westphalen, Departement der Werra, Distrikt Marburg, Kanton Rosenthal
- ab 1815: Landgrafschaft Hessen-Kassel, Amt Marburg[9]
- ab 1821: Kurfürstentum Hessen, Provinz Oberhessen, Landkreis Marburg[10][Anm. 1]
- ab 1848: Kurfürstentum Hessen, Bezirk Marburg
- ab 1851: Kurfürstentum Hessen, Provinz Oberhessen, Landkreis Marburg
- ab 1867: Königreich Preußen, Provinz Hessen-Nassau, Regierungsbezirk Kassel, Landkreis Marburg
- ab 1871: Deutsches Reich,  Königreich Preußen, Provinz Hessen-Nassau, Regierungsbezirk Kassel, Landkreis Marburg
- ab 1918: Deutsches Reich, Freistaat Preußen, Provinz Hessen-Nassau, Regierungsbezirk Kassel, Landkreis Marburg
- ab 1944: Deutsches Reich, Freistaat Preußen, Provinz Kurhessen, Landkreis Marburg
- ab 1945: Deutsches Reich, Amerikanische Besatzungszone, Groß-Hessen, Regierungsbezirk Kassel, Landkreis Marburg
- ab 1946: Deutsches Reich, Amerikanische Besatzungszone, Hessen, Regierungsbezirk Kassel, Landkreis Marburg
- ab 1949: Bundesrepublik Deutschland, Hessen, Regierungsbezirk Kassel, Landkreis Marburg
- ab 1972: Bundesrepublik Deutschland, Hessen, Regierungsbezirk Kassel, Landkreis Marburg, Stadt Rauschenberg
- ab 1974: Bundesrepublik Deutschland, Hessen, Regierungsbezirk Kassel, Landkreis Marburg-Biedenkopf, Stadt Rauschenberg
- ab 1981: Bundesrepublik Deutschland, Hessen, Regierungsbezirk Gießen, Landkreis Marburg-Biedenkopf, Stadt Rauschenberg

### Gerichte seit 1821
Mit Edikt vom 29. Juni 1821 wurden in Kurhessen Verwaltung und Justiz getrennt. In Marburg wurde der Kreis Marburg für die Verwaltung eingerichtet und das Landgericht Marburg war als Gericht in erster Instanz für Bracht zuständig. 1850 wurde das Landgericht in Justizamt Marburg umbenannt. Nach der Annexion Kurhessens durch Preußen 1866 erfolgte am 1. September 1867 die Umbenennung des bisherigen Justizamtes in Amtsgericht Marburg. Auch mit dem Inkrafttreten des Gerichtsverfassungsgesetzes von 1879 blieb das Amtsgericht unter seinem Namen bestehen.

## Bevölkerung

### Einwohnerstruktur 2011
Nach den Erhebungen des Zensus 2011 lebten am Stichtag dem 9. Mai 2011 in Bracht 858 Einwohner. Darunter waren 6 (0,7 %) Ausländer.
Nach dem Lebensalter waren 144 Einwohner unter 18 Jahren, 348 zwischen 18 und 49, 189 zwischen 50 und 64 und 168 Einwohner waren älter. Die Einwohner lebten in 348 Haushalten. Davon waren 81 Singlehaushalte, 96 Paare ohne Kinder und 138 Paare mit Kindern, sowie 27 Alleinerziehende und 6 Wohngemeinschaften. In 59 Haushalten lebten ausschließlich Senioren und in 228 Haushaltungen lebten keine Senioren.

### Einwohnerentwicklung
| Quelle: Historisches Ortslexikon |                                                                                          |
| • 1577:                          | 38 Hausgesesse                                                                           |
| • 1630:                          | 24 Hausgesesse (2 dreispännige, 4 zweispännige, 9 einspännige Ackerleute, 9 Einläuftige) |
| • 1681:                          | 25 hausgesessene Mannschaften                                                            |
| • 1747:                          | 60 Hausgesesse                                                                           |
| • 1838:                          | Familien: 70 nutzungsberechtigte Ortsbürger, 19 Beisassen                                |

| Bracht: Einwohnerzahlen von 1766 bis 2016 | Bracht: Einwohnerzahlen von 1766 bis 2016 | Bracht: Einwohnerzahlen von 1766 bis 2016 | Bracht: Einwohnerzahlen von 1766 bis 2016 | Bracht: Einwohnerzahlen von 1766 bis 2016 |
| --- | ----------------------------------------- | ----------------------------------------- | ----------------------------------------- | ----------------------------------------- |
| Jahr |                                           |                                           |                                           | Einwohner                                 |
| 1766 | 1766                                      |                                           | 314                                       | 314                                       |
| 1800 | 1800                                      |                                           | ?                                         | ?                                         |
| 1834 | 1834                                      |                                           | 451                                       | 451                                       |
| 1840 | 1840                                      |                                           | 503                                       | 503                                       |
| 1846 | 1846                                      |                                           | 503                                       | 503                                       |
| 1852 | 1852                                      |                                           | 511                                       | 511                                       |
| 1858 | 1858                                      |                                           | 489                                       | 489                                       |
| 1864 | 1864                                      |                                           | 491                                       | 491                                       |
| 1871 | 1871                                      |                                           | 454                                       | 454                                       |
| 1875 | 1875                                      |                                           | 459                                       | 459                                       |
| 1885 | 1885                                      |                                           | 444                                       | 444                                       |
| 1895 | 1895                                      |                                           | 447                                       | 447                                       |
| 1905 | 1905                                      |                                           | 507                                       | 507                                       |
| 1910 | 1910                                      |                                           | 502                                       | 502                                       |
| 1925 | 1925                                      |                                           | 457                                       | 457                                       |
| 1939 | 1939                                      |                                           | 546                                       | 546                                       |
| 1946 | 1946                                      |                                           | 812                                       | 812                                       |
| 1950 | 1950                                      |                                           | 845                                       | 845                                       |
| 1956 | 1956                                      |                                           | 806                                       | 806                                       |
| 1961 | 1961                                      |                                           | 812                                       | 812                                       |
| 1967 | 1967                                      |                                           | 868                                       | 868                                       |
| 1980 | 1980                                      |                                           | ?                                         | ?                                         |
| 1990 | 1990                                      |                                           | ?                                         | ?                                         |
| 2000 | 2000                                      |                                           | ?                                         | ?                                         |
| 2011 | 2011                                      |                                           | 858                                       | 858                                       |
| 2016 | 2016                                      |                                           | 845                                       | 845                                       |
| Datenquelle: Historisches Gemeindeverzeichnis für Hessen: Die Bevölkerung der Gemeinden 1834 bis 1967. Wiesbaden: Hessisches Statistisches Landesamt, 1968. Weitere Quellen: LAGIS; Zensus 2011; 2016 |                                           |                                           |                                           |                                           |

### Historische Religionszugehörigkeit
| Quelle: Historisches Ortslexikon |                                                                                              |
| • 1861:                          | 479 evangelisch-lutherische, 19 evangelisch-reformierte, ein römisch-katholischer Einwohner. |
| • 1885:                          | 443 evangelische (= 99,77 %), ein katholischer (= 0,23 %) Einwohner                          |
| • 1961:                          | 692 evangelische (= 85,22 %), 113 katholische (= 13,92 %) Einwohner                          |

### Historische Erwerbstätigkeit
| Quelle: Historisches Ortslexikon | |
| • 1766:                          | Erwerbspersonen: zwei Schuster, ein Strumpfweber, 4 Schmiede, 11 Leineweber, 5 Wagner, ein Schneider, zwei Müller, zwei Wirte, ein Schreiner, ein Ziegelbrenner, 5 Tagelöhner. |
| • 1838:                          | Familien: 52 Ackerbau, 10 Gewerbe, 27 Tagelöhner. |
| • 1961:                          | Erwerbspersonen: 226 Land- und Forstwirtschaft, 131 Produzierendes Gewerbe, 40 Handel und Verkehr, 40 Dienstleistungen und Sonstiges.                                          |

## Politik
Für Bracht besteht ein Ortsbezirk mit Ortsbeirat und Ortsvorsteher nach der Hessischen Gemeindeordnung.
Der Ortsbeirat für den Ortsbezirk Bracht besteht aus fünf Mitgliedern. Die Wahlbeteiligung zur Wahl des Ortsbeirats bei der Kommunalwahl 2021 54,36 %. Alle Kandidaten gehörten der „Gemeinschaftslist Bracht“ an. Der Ortsbeirat wählte Andreas Weichsel zum Ortsvorsteher.

## Sehenswürdigkeiten
- „Die Burg“, das anstelle eines um 1280 erbauten Gebäudes errichtete landgräfliche ehemalige Jagdschloss Bracht

- Mehrere Eichen in der Nähe des Forsthauses Hirschberg, wobei die dickste einen Brusthöhenumfang von 7,25 m (2014) hat.[17]

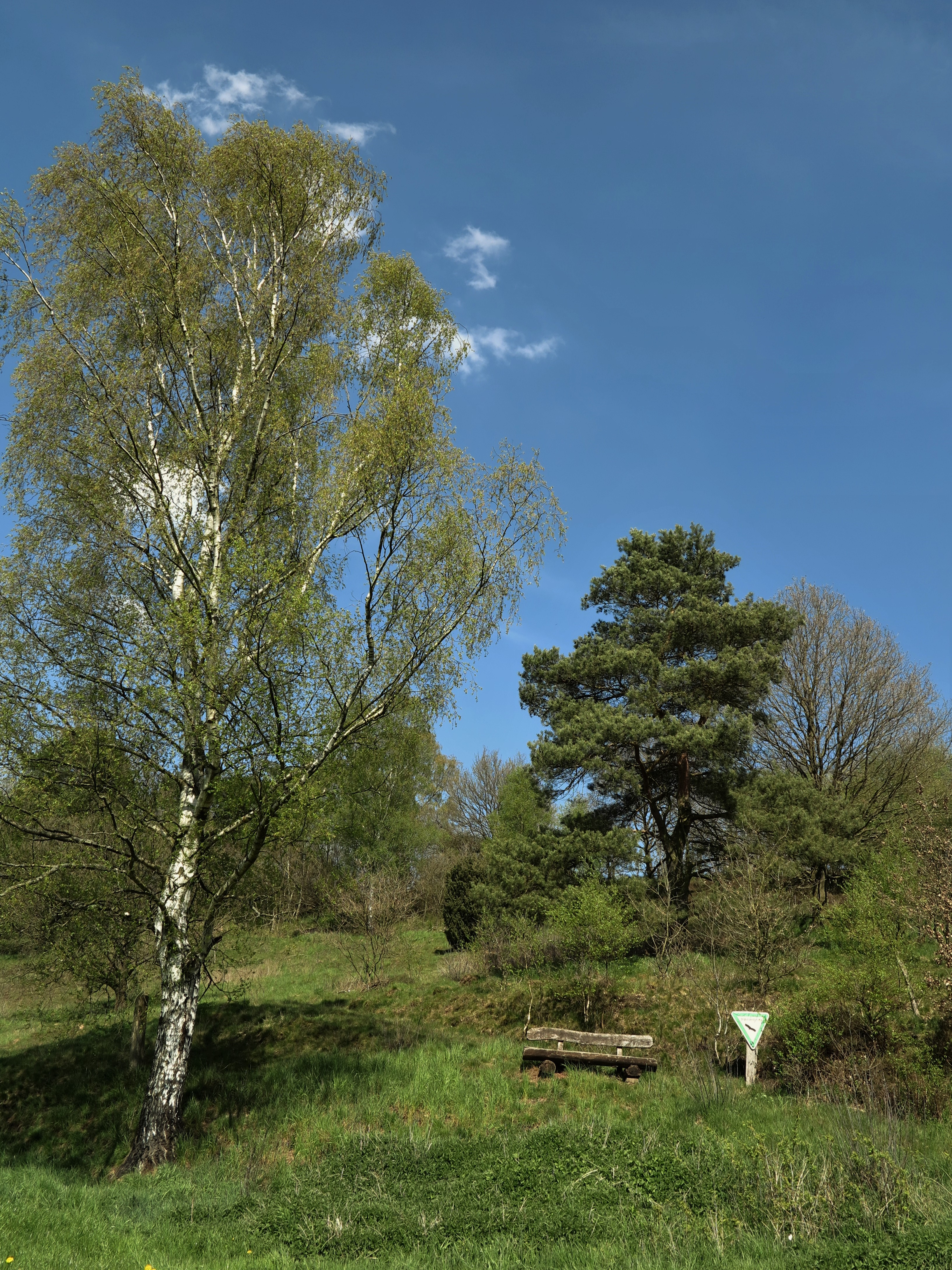
Naturdenkmal am Steinbornskopf
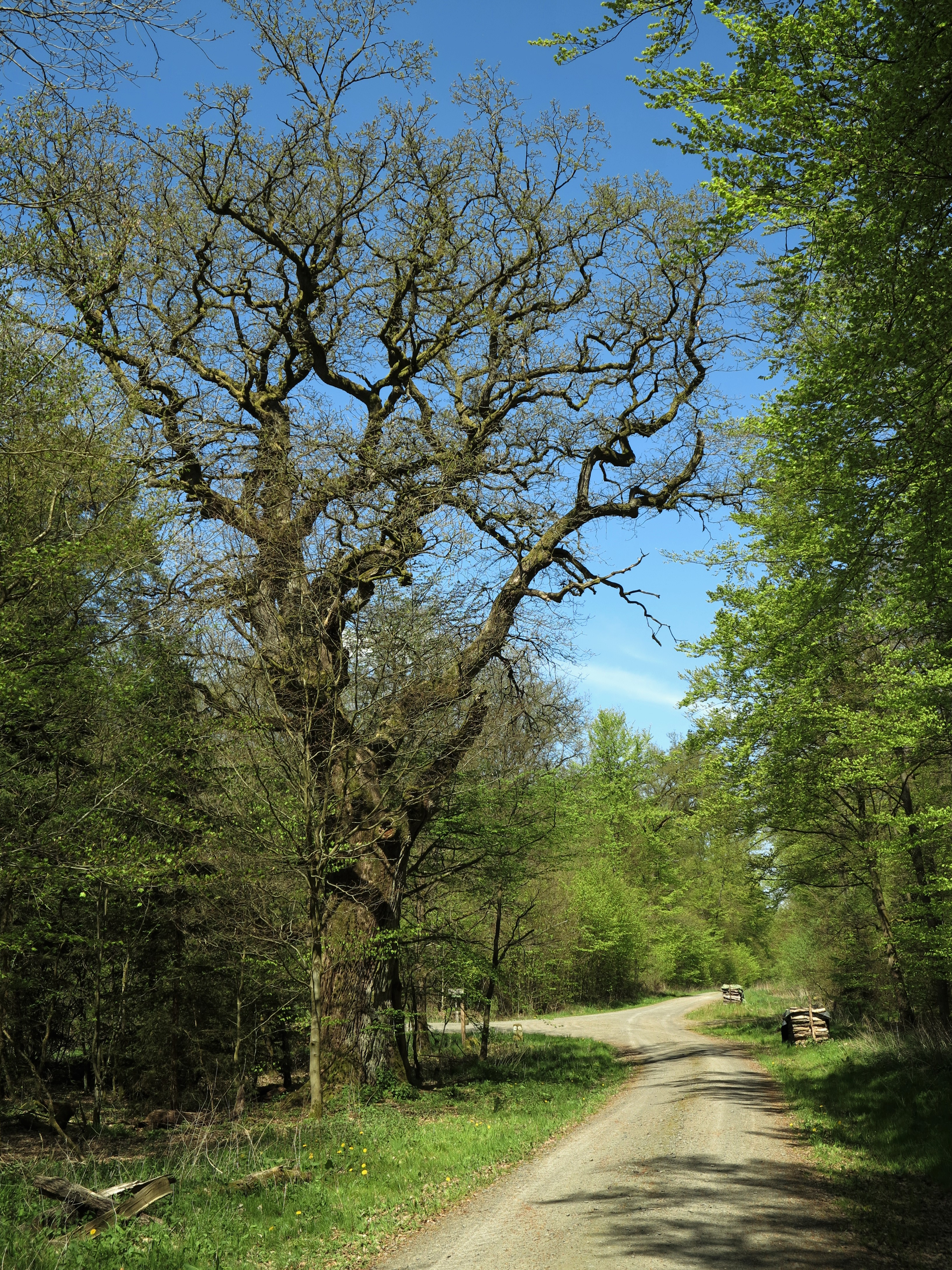
Hohle Eiche

## Infrastruktur

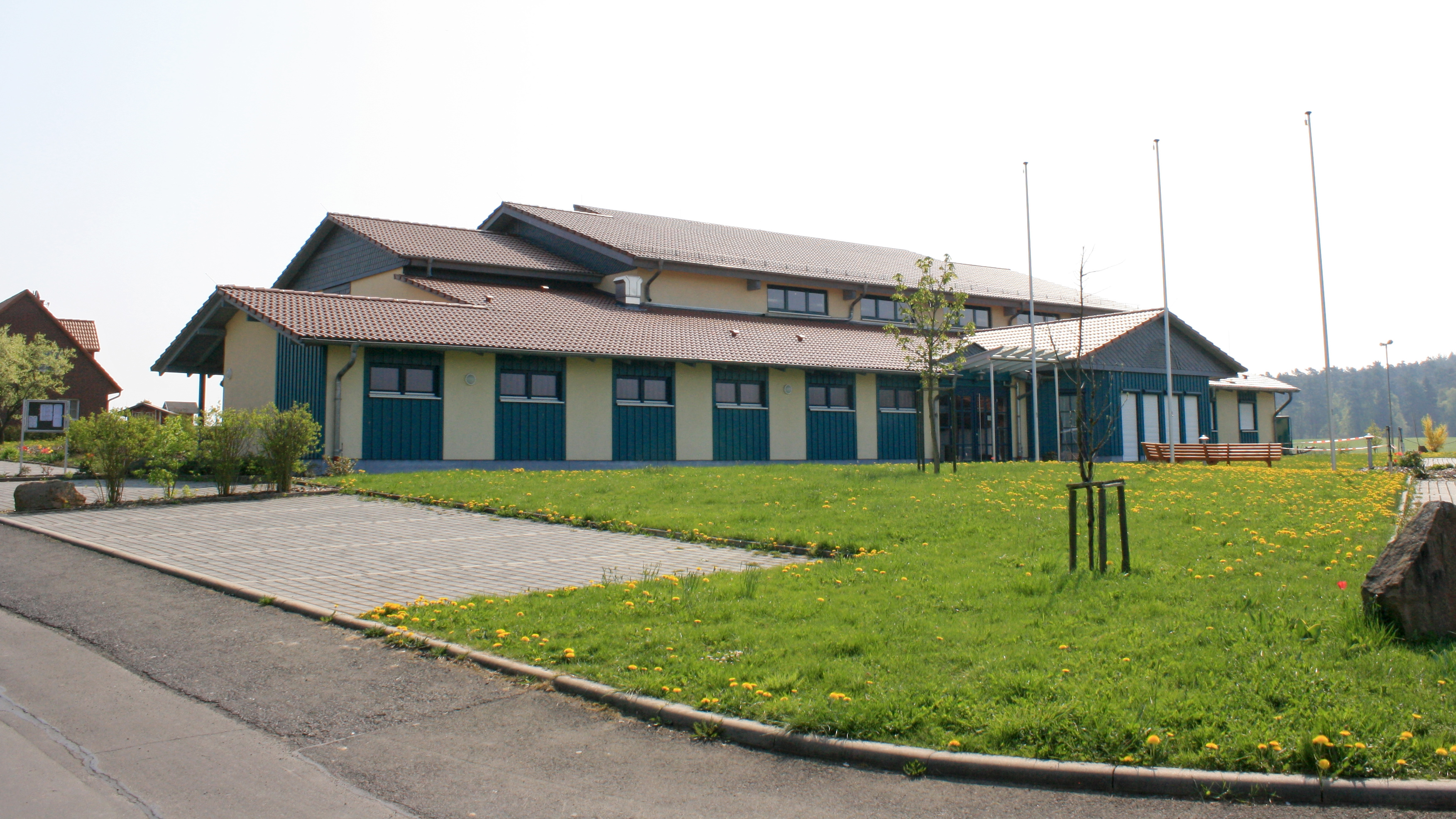
Mehrzweckhalle

- Ein Kindergarten
- Eine Grundschule
- Eine Mehrzweckhalle